# D'Entrecasteaux (1896)
D'Entrecasteaux byl chráněný křižník francouzského námořnictva. Ve službě ve francouzském námořnictvu byl v letech 1899–1919. Účastnil se první světové války. Později jej provozovala námořnictva Belgie a Polska. Dožil se ještě druhé světové války. Při německé invazi do Polska byl poškozen a zajat Německem. Roku 1942 byl sešrotován.

## Stavba

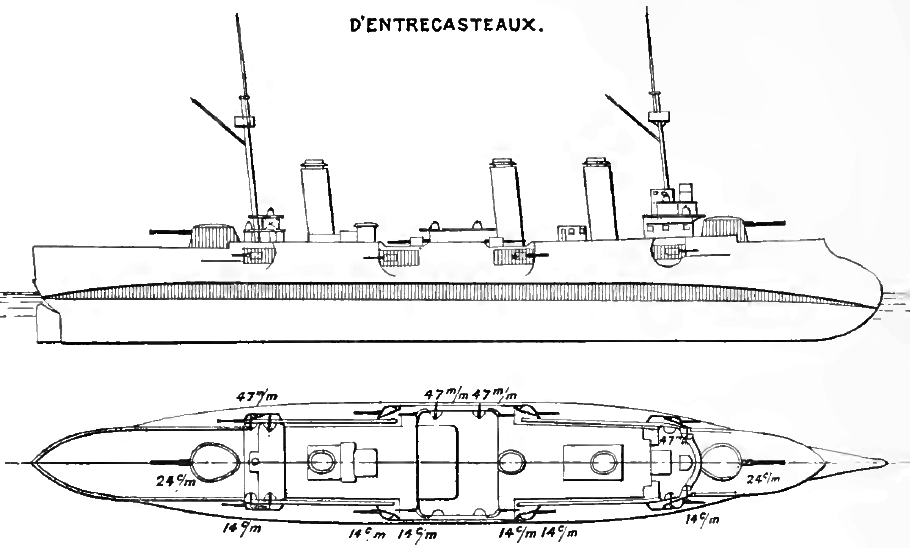
Základní uspořádání plavidla

Velký a silně vyzbrojený křižník byl určen pro službu v zámoří. Svou koncepcí odpovídal koncepci Jeune École. Měl být vlajkovou lodí francouzské eskadry v Indočíně. Postavila jej loděnice Société Nouvelle des Forges et Chantiers de la Méditerranée v La Seyne. Stavba byla zahájena v září 1894, v říjnu 1897 byl křižník spuštěn na vodu a roku 1899 byl přijat do služby.

## Konstrukce

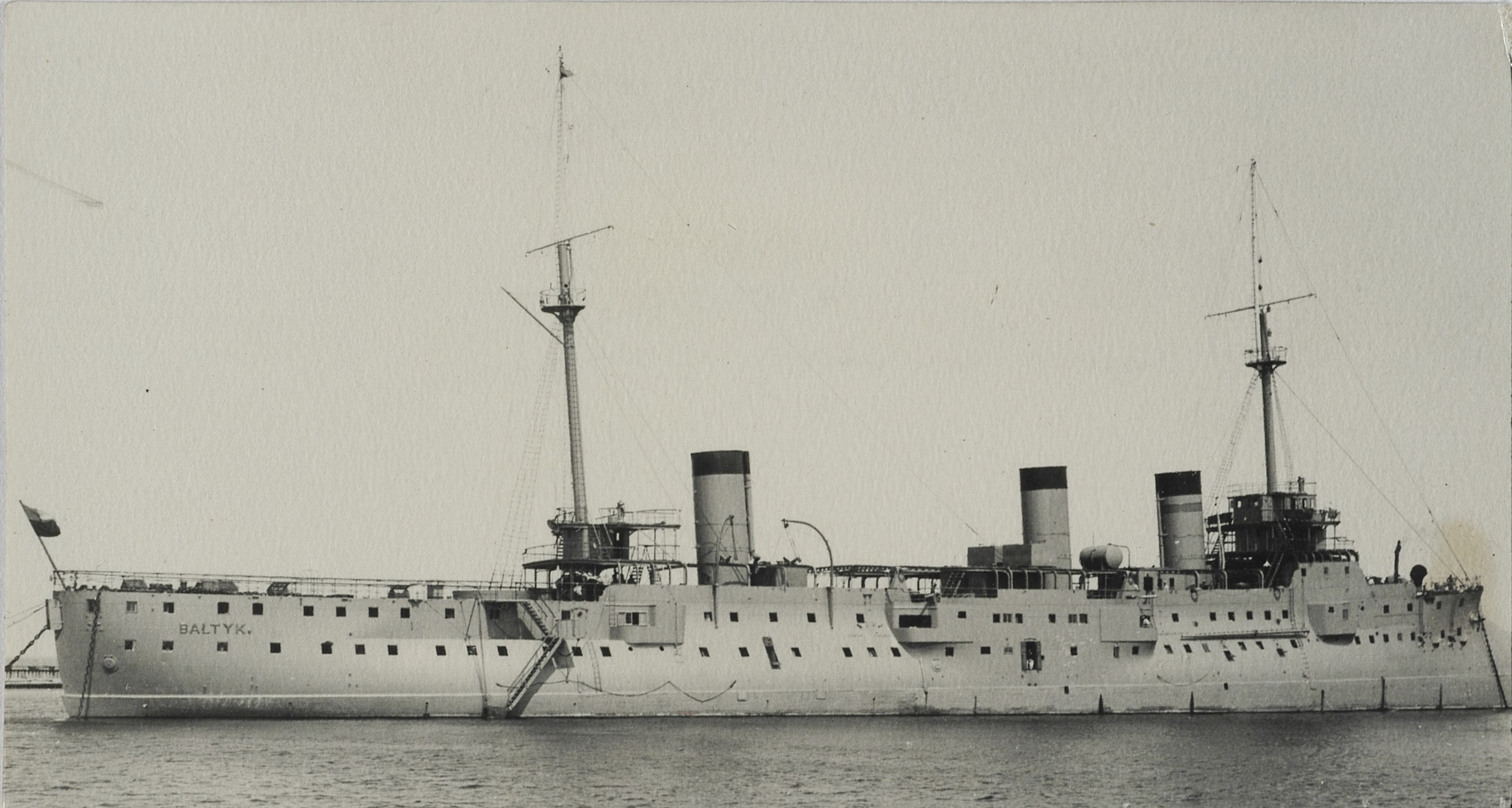
Polský křižník ORP Bałtyk (ex D'Entrecasteaux)

Hlavní výzbroj tvořily dva 240mm kanóny umístěné v dělových věžích na přídi a na zádi. Sekundární výzbroj představovalo dvanáct 139mm kanónů, z toho osm v kasematách a čtyři kryté štíty na horní palubě. Doplňovalo je dvanáct 47mm kanónů, šest 37mm kanónů a šest 450mm torpédometů. Na pancéřování byla využita harveyovaná ocel. Příď byla opatřena klounem. Pohonný systém tvořilo pět cylindrických kotlů a dva parní stroje s trojnásobnou expanzí o výkonu 14 500 hp, roztáčející dva lodní šrouby. Nejvyšší rychlost dosahovala 19,2 uzlu. Dosah byl 8000 námořních mil při rychlosti deset uzlů.

## Služba

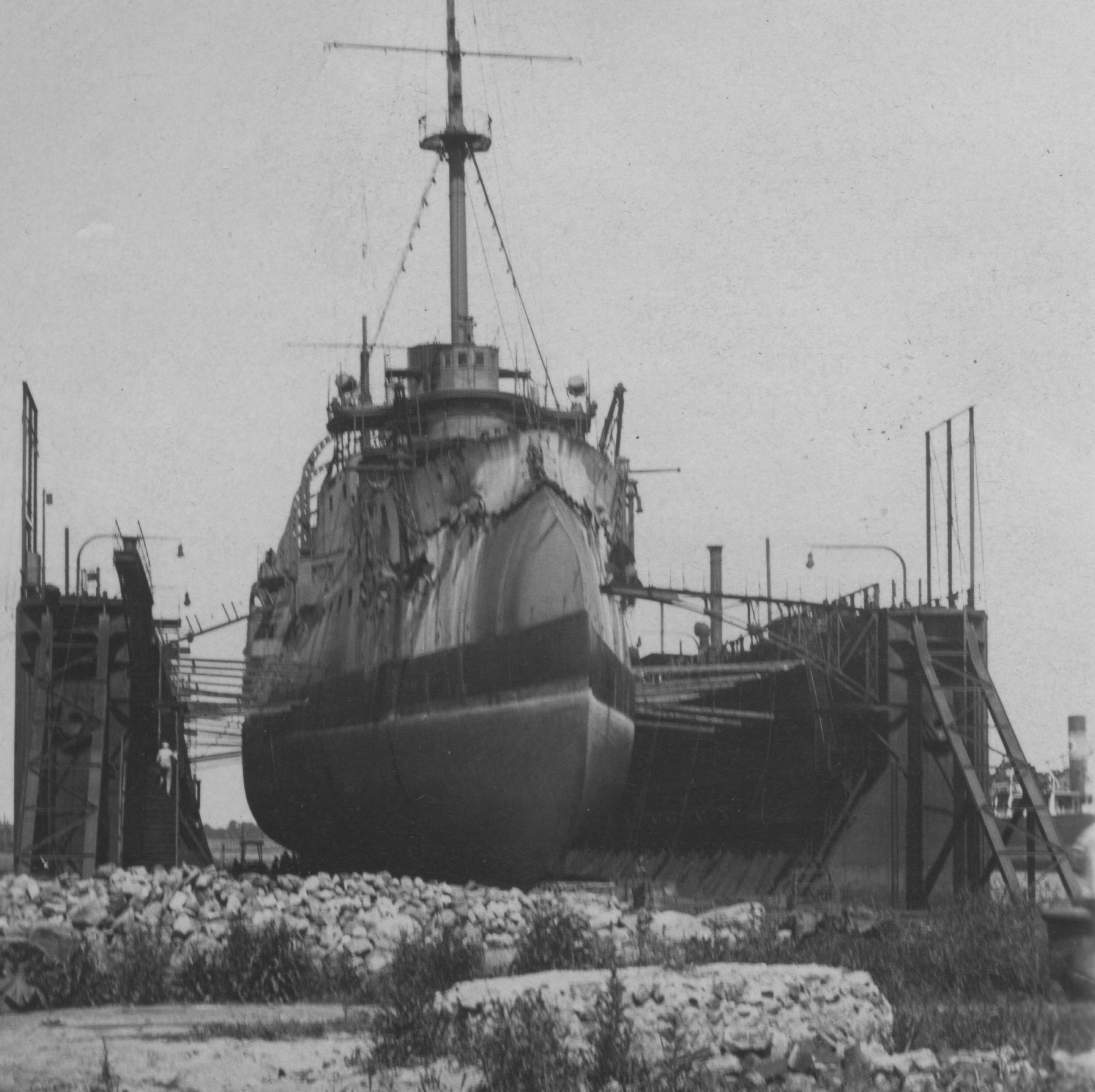
Polský křižník ORP Bałtyk (ex D'Entrecasteaux)

Křižník D'Entrecasteaux byl do služby ve francouzském námořnictvu přijat roku 1899. Během služby v zámoří se roku 1900 podílel na potlačení Boxerského povstání v Číně. Roku 1903 se vrátil do Evropy k opravám. Podruhé sloužil v Indočíně v letech 1905–1909. Po modernizaci v letech 1909–1912 byl až do vypuknutí první světové války vlajkovou lodí cvičné eskadry. Za světové války sloužil nejprve ve východním Středomoří, mimo jiné v rámci obrany Suezského průplavu. Od roku 1916 působil v Rudém moři a Indickém oceánu. Například jako eskorta konvojů. Po válce křižník vypomáhal při přepravě vojsk. Roku 1919 byl převeden do rezervy a roku 1922 vyškrtnut ze stavu námořnictva. Roku 1923 byl zapůjčen belgickému námořnictvu, které jej do roku 1926 využívalo jako depotní loď. Roku 1927 křižník zakoupilo polské námořnictvo, které jej využívalo jako stacionární cvičnou loď Król Władysław IV a později Bałtyk. Během německé invaze do Polska v roce 1939 byl poškozen německým letectvem a zajat. Němci jej využívali jako plovoucí kasárna a roku 1942 jej sešrotovali.